# 滇源街道
滇源街道是中华人民共和国云南省昆明市盘龙区下辖的一个街道办事处，由盘龙区松华坝水源保护区管理。

## 历史
原属嵩明县，2006年3月6日，大哨、白邑2乡合并为滇源镇。2009年8月1日起，由昆明市盘龙区托管，由盘龙区松华坝水源保护区管理委员会管理。2011年3月，滇源镇撤镇设街道。2016年1月27日，云南省人民政府批复同意将嵩明县滇源街道划归盘龙区管辖；2018年3月28日正式划归盘龙区管辖。

## 行政区划
滇源街道下辖以下村级行政区划单位：
白邑村、周达村、老坝村、南营村、中所村、甸尾村、金钟村、迤者村、小营村、前所村、团结村、苏海村、麦地冲村、三转弯村、菜子地村、大哨村、竹箐口村和竹园村。